# The Adventures of Batman
As Aventuras de Batman e Robin ("The Adventures of Batman") é uma série animada de televisão produzida pelos estúdios Filmation de Lou Scheimer. A serie estreou na CBS em 14 de setembro de 1968, como Batman com Robin the Boy Wonder (Batman e Robin o garoto maravilha).
Olan Soule era a voz de Batman e provavelmente é mais lembrado por seu trabalho naquele programa, e em muitos outros no estábulo da Filmation. Casey Kasem, notável por sua narração e trabalho de rádio, era a voz de Robin .
Batman e Robin apareceriam em dois crossovers Os Novos Filmes Scooby-Doo, várias versões de Super Friends (apresentando Soule e Kasem reprisando seus papéis de Batman e Robin, respectivamente) e As Novas Aventuras do Batman em 1977.

## Episódios
O segmento do Batman de The Batman / Superman Hour consistia em uma história apresentada em duas6+1⁄2 minutos e uma história em um único6+1⁄2 segmento de  34 histórias foram produzidas (histórias de dois segmentos são listadas primeiro em cada par):
O original vilão Simon o Pieman faz uma aparição ao lado de Sweet Tooth na Batman: The Brave and the Bold episódio "A Bat Dividido".

## Mídia doméstica
Em 1985, a Warner Home Video lançou cinco episódios selecionados da série em VHS na coleção de vídeos "Super poderes" junto com Aquaman, Superboy e Superman.
Em 1993, apenas na Austrália, a Warner Home Video lançou uma coleção VHS de quatro volumes com quatro histórias por volume.
Em 2008, os episódios foram lançados como downloads digitais no iTunes, e streaming no Amazon Video (Nos Estados Unidos).
Em 3 de junho de 2014, a Warner Home Video (via DC Entertainment) lançou todos os 34 episódios transmitidos sem cortes originais em DVD na Região 1 em um conjunto de 2 discos intitulado "As Aventuras de Batman e Robin" (The Adventures of Batman).